# Antonino
Antonino est un prénom masculin.

## Sens et origine du prénom
Antonino est un prénom masculin d'origine latine et plus précisément italienne. 
Il correspond au prénom français Antonin. 
Antonino est un dérivé du prénom Antonio qui vient d'Antonius et signifie en latin "inestimable". 

### Saint patron
Les Antonino sont fêtés le 13 juin en lien avec saint Antoine de Padoue, saint patron du Portugal, des marins, des naufragés et des prisonniers, des pauvres, des animaux, des opprimés, des femmes enceintes, des affamés, des cavaliers, des natifs américains (amérindiens). Il est le saint patron contre la stérilité et est traditionnellement invoqué pour retrouver des objets perdus ou des choses oubliées.

### Prénoms proches et diminutif
Prénoms proches: Antonin, Anthony, Antoine, Anton, Antonella, Antonello, Antonio, Antun, Nino, Toine, Toinet, Tonio, Tony, Antoinette, Antonia, Antonietta, Toni, Tonia, Anthony.
Nino est utilisé comme diminutif d'Antonino en Calabre et en Sicile.

## Antonino célèbres
- Antonino Répaci est un écrivain historien.
- Antonino Calderone membre d'une importante famille mafieuse de Catane en Sicile, la famille Calderone. Il était surnommé Nino Calderone.
- Antonino Giuffrè est un mafieux repenti né à Caccamo, en Sicile le 21 juillet 1945. Il était surnommé Nino Giuffrè.
- Antonino Votto né le 30 octobre 1896 à Plaisance, en Émilie-Romagne, mort le 9 septembre 1985 à Milan, était un chef d’orchestre et un pianiste italien, réputé pour ses interprétations dans le domaine de l'opéra.
- Antonino Baptista est un coureur cycliste portugais né le 10 mars 1933 à Agueda.
- Antonino Lombardo est un théoricien social, né à Liège le 6 janvier 1957.
- Antonino Diana, casuiste italien, né à Palerme vers 1590, mort en 1663 .
- Antonino Bernardini est un joueur de football italien, né le 21 juin 1974 à Rome.
- Antonino D'Agostino est un joueur de football italien, né le 8 octobre 1978 à Turin.
- Antonino Tringali Casanova né le 10 mai 1888 à Cecina, mort le 4 novembre 1943 à Salò était un homme politique Italie.
- Antonino Paternò-Castello 6e marquis de San Giuliano (également connu sous le nom de San Giuliano, né à Catane, le 10 décembre 1852, mort à Rome le 16 octobre 1914) est un homme politique italien.
- Antonino Colombo est un chanteur italien né le 11 mai 1986 à Palerme. Son nom de scène est Tony Colombo.

## Patronyme
Antonino est un nom de famille  notamment porté par :

- Magnolia Antonino (1915-2010), femme politique philippine.